# The Human Race
The Human Race è un videogioco pubblicato nel 1985 da Mastertronic per Commodore 64, ambientato nei vari stadi dell'evoluzione umana. Uscito direttamente in edizione economica, è stato apprezzato dalle riviste dell'epoca, in particolare per le musiche di Rob Hubbard, in parte riutilizzate nella versione per Atari ST di Goldrunner.

## Modalità di gioco
Il gioco è composto da 5 livelli con meccanica di gioco completamente diversa tra loro. In ciascun livello si controlla un antenato sempre più evoluto dell'uomo, prima uno scimmione poi vari tipi di cavernicoli e infine l'homo sapiens.
Il primo livello è a piattaforme con visuale bidimensionale a schermata fissa; lo scimmione deve saltare sull'intrico di rami di una giungla per raggiungere e mangiare delle banane, evitando vari tipi di animali preistorici.
I successivi tre livelli sono isometrici, sempre a schermata fissa, e consistono nel raggiungere l'uscita muovendosi con diverse modalità e pericoli.
L'ultimo livello è una corsa a ostacoli a scorrimento verticale, attraverso oggetti rappresentativi degli ultimi 12000 anni di evoluzione dell'umanità.